# James Pendergrass
James T. Pendergrass (* 1918 in Bala Cynwyd, Pennsylvania; † 3. Februar 2009 in Hightstown, New Jersey) war ein amerikanischer Marineoffizier, zuletzt im Rang eines Captains der US Navy.
Im Zweiten Weltkrieg trug er als Kryptoanalytiker wesentlich zur Entzifferung der deutschen U‑Boot-Funksprüche bei, die von der Kriegsmarine mithilfe der Rotor-Chiffriermaschine Enigma-M4 verschlüsselt wurden. Als einer der ganz wenigen Ausländer arbeitete er eine Zeit lang im englischen Bletchley Park (B.P.). Nach dem Krieg setzte er sich erfolgreich für die Entwicklung von Rapid Analytical Machines (RAMs) als universell verwendbare „Knackmaschinen“ ein.

## Leben
James Pendergrass hatte seinen Bachelor of Arts (B. A.) an der Cornell University und den Master of Arts (M. A.) in Mathematik an der Columbia University erworben, beide mit Sitz in New York. Im Jahr 1941 trat er in die US Navy ein und arbeitete dort im kryptologischen Dienst. Zu seinen Aufgaben gehörte die Entzifferung der Funktelegramme (FTs) der deutschen U‑Boote. Gegen Ende des Krieges diente er als Verbindungsoffizier in B.P.
Nach dem Krieg, im Sommer 1946, besuchte er auf Initiative seines damaligen Chefs Howard Engstrom die in der Geschichte des Computers bedeutsame Vorlesung über Digitalrechner von John von Neumann an der Moore School of Electrical Engineering der University of Pennsylvania. Durch den daraufhin von ihm zusammen mit seinem Kollegen Howard Campaigne (1910–1988) verfassten Bericht, der heute als der Pendergrass-Report bekannt ist, und seinen unermüdlichen Einsatz trug er in der Folge wesentlich dazu bei, dass der kryptologische Dienst der US Navy anschließend das bahnbrechende Programm zur Entwicklung elektronischer digitaler Computer durchführte.
Im Jahr 1965 ging er nach einer erfolgreichen Karriere als Offizier in den verdienten Ruhestand, wirkte jedoch die folgenden fünfzehn Jahre weiter, nun als Mathematiker am Institute for Defense Analyses in Princeton (New Jersey).
Captain Pendergrass starb im Alter von 90 Jahren. Er hinterließ seine Ehefrau Jean Pendergrass, seinen Bruder John, seine Tochter Nancy, seinen Sohn Bill und die Schwiegertochter Shane sowie die Enkelkinder Ian und Cayley. Er wurde am 24. Februar 2009 auf dem Nationalfriedhof Arlington beigesetzt.